# Midrand
Midrand is een stad in Zuid-Afrika in de provincie Gauteng tussen Johannesburg en Pretoria met ongeveer 90.000 inwoners. Sinds het jaar 2000 maakt Midrand deel uit van de grootstedelijke gemeente Johannesburg.
Het is een relatief moderne stad met veel groei in het laatste decennium. De stad heeft internationale bekendheid omdat sinds begin 2004 het Parlement van de Afrikaanse Unie er gevestigd is.
Er zijn ook veel bedrijven gevestigd, vanwege de centrale ligging van de stad.

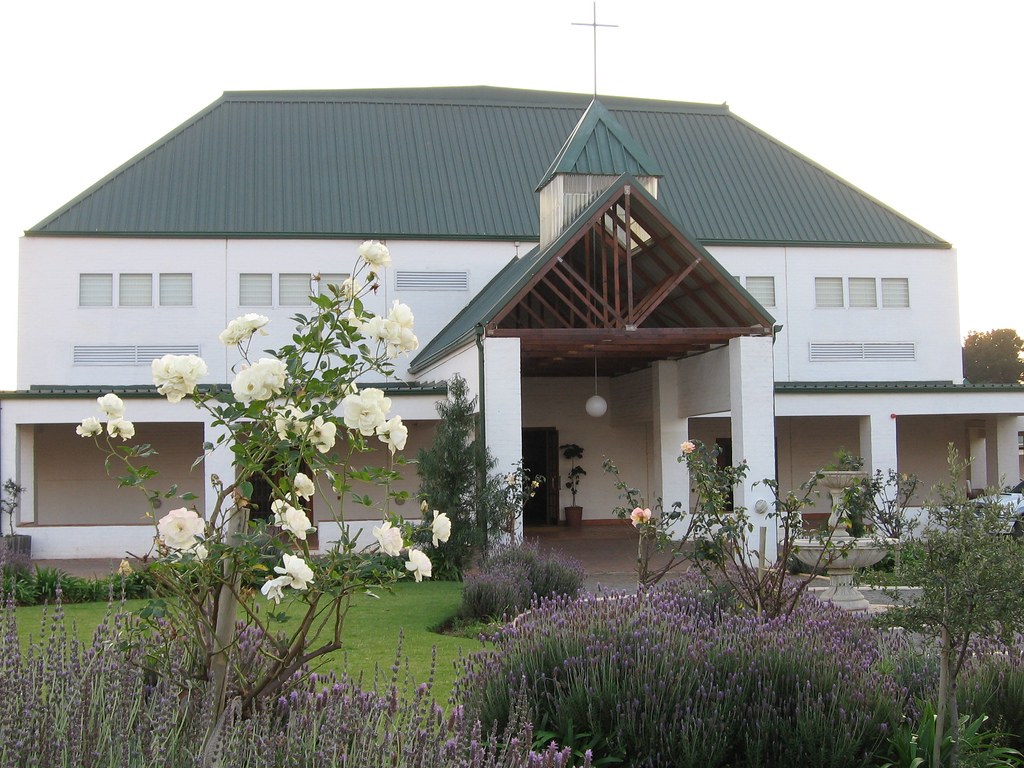
Kerk in Midrand

## Subplaatsen
Het nationaal instituut voor de statistiek, Stats SA, deelt sinds de census 2011 deze hoofdplaats in in 39 zogenaamde subplaatsen (sub place), waarvan de grootste zijn:
Blue Hills AH • Carlswald North • Erand AH • Kyalami Estate • Kyalami Hills • Noordwyk • President Park AH • Vorna Valley.